# 肖恩·梅
肖恩·格雷戈里·梅（英語：Sean Gregory May，1984年4月4日—），生于伊利诺伊州的芝加哥，美国职业篮球运动员，身高6英尺9英寸，司职中鋒大前锋。
梅成长在印第安那州的布鲁明顿（Bloomington），他在北布鲁明顿高中的时候曾3次当选过全州全明星球员，还有一次是他的队友也是现在的NBA球员贾瑞德·杰弗里斯。2002年梅当选为麦当劳全美高中最佳阵容。他和雷蒙德·費爾頓，拉希德·麦克坎斯这两位之后和梅一起夺得NCAA全美大学冠军的球员在麦当劳的比赛中相遇。
05-06賽季，排名最佳新秀第二名。